# 水間此農夫

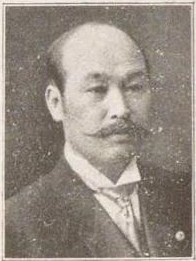
水間此農夫

水間 此農夫（みずま しのぶ、1865年6月21日（慶応元年5月28日） - 1922年（大正11年）3月18日）は、日本の政治家、衆議院議員（2期）。

## 経歴
日向国宮崎郡、のちの宮崎県宮崎郡宮崎町（現宮崎市）で生まれた。政治経済学を学び、肥料商、米穀商等を営む。宮崎県会議員、所得税調査委員、破産管財人、宮崎新報社、宮崎林業各（株）社長、日州銀行取締役、日向水力電気会社、日州貯蓄銀行各監査役、宮崎不動産、宮崎製氷各（株）取締役、宮崎林産物販売組合長となる。
1908年（明治41年）第10回衆議院議員総選挙において宮崎県から立憲政友会公認で立候補して当選した。つづく1912年（明治45年）第11回衆議院議員総選挙で再選。衆議院議員を2期務め、1915年（大正4年）第12回衆議院議員総選挙で落選した。大浦事件で1916年（大正5年）に懲役3か月、執行猶予3年、追徴金1100円の判決を受けた。これにより韓国併合記念章、大礼記念章を褫奪された。1922年に死去した。